# Tetramorium inquilinum
Tetramorium inquilinum is een mierensoort uit de onderfamilie van de knoopmieren (Myrmicinae).
Voor deze soort publiceerde Heinrich Kutter in 1950 de wetenschappelijke naam Teleutomyrmex schneideri, tegelijk met de naam van het geslacht. In een revisie van de hand van Philip Ward et al. van de onderfamilie Myrmicinae, die in 2015 verscheen, werd de geslachtsnaam Teleutomyrmex gesynonymiseerd met Tetramorium, waarbij de beide soorten (schneideri en kutteri) in dat laatste geslacht werden geplaatst. Vanwege het bestaan van de naam Tetramorium schneideri Emery, 1898, publiceerden Ward et al. voor de naam van Kutter het nomen novum Tetramorium inquilinum. Met deze soortnaam wordt verwezen naar de parasitaire leefwijze van deze soort in de nesten van andere Tetramorium-soorten.